# 覃振
覃 振（たん しん）は、清末・中華民国の革命家・政治家。中国同盟会以来の革命派人士で、中国国民党では右派の西山会議派に参加した。旧名は道譲。字は理鳴。

## 事績

### 革命派としての活動
1902年（光緒28年）、桃源県の漳江書院に入学し、このときに宋教仁と知り合った。翌年、常徳府の中学に進学したが、在学中に清朝官吏の横暴・腐敗を糾弾し革命の必要性を説く演説を行ったために、除籍処分を受けている。除籍後も革命派としての文筆活動を続けたために官憲の取り締まりに遭い、覃振は事実上日本に亡命することになった。日本では弘文学院に入学し、革命家としての活動を継続している。
1904年（光緒30年）に覃振は帰国し、宋教仁・黄興・陳天華・劉揆一らと反清蜂起を図ったが、事前に漏れ失敗、逃亡した。その後、日本に再来日し、早稲田大学に入学する。1905年秋、東京で中国同盟会に加入して評議部評議員に選出された。その後も中国と日本を行き来しながら革命活動に従事したが、1908年（光緒34年）に蜂起計画が漏れ、清朝により収監された。
1911年（宣統3年）10月、武昌起義（辛亥革命）が勃発すると、覃振は自由の身となり、湖北都督黎元洪の下で革命の指揮に加わる。その後、黎と湖南都督譚延闓の2人から委任を受け、覃は両湖代表として南京に赴いた。1912年（民国元年）、南京に中華民国臨時政府が成立すると、覃は臨時参議院議員に選出され、翌年春には衆議院議員に選出された。

### 孫文側近として
同年3月、長年の盟友・宋教仁が暗殺されると、覃振は悲憤から袁世凱を暗殺の主犯として激しく糾弾した。その結果、袁が派遣した警察から取締りを受け、やむなく覃は日本に亡命している。1914年（民国3年）、覃は先に黄興支持派の欧事研究会に加入したが、その後、孫文の中華革命党に転じ、革命活動の統一のためにも欧事研究会は解散すべきと主張した。1915年、覃は東京で反袁活動を展開していたところ、同志たちとともに日本の官憲に一時拘束、収監されている。
1915年（民国4年）12月に護国戦争が勃発すると、覃振は湖南に戻り、親袁の湖南都督湯薌銘討伐に従事し、翌年7月に湯を敗走に追い込んだ。その後は中華革命党の地方機関である正誼社を湖南省に設立し、尤璋が社長、覃が副社長となっている。1917年（民国6年）に孫文が護法運動を開始すると、覃もこれに参与し、さらに南方政府派の各軍と連携して安徽派の湖南都督傅良佐の駆逐に成功した。
その後、覃振は広州に移って孫文の側近を務め、1921年（民国10年）5月、総統府参議兼法制委員に任ぜられる。同年冬、孫文が北伐を開始すると、覃は孫から党務を委ねられ、湖南などで宣伝工作に従事した。1922年（民国11年）10月、孫文が中国国民党の改組を開始すると、覃が党章の起草を担当している。
1924年（民国13年）1月、国民党が第1回全国代表大会を開催すると、覃振は第1期中央執行委員に選出された（以後、第4期まで連続再選し、第5・6期は中央監察委員に選出）。全国代表大会の後、覃は漢口執行部常務委員に任ぜられ、両湖での党勢拡大に尽力している。ただ覃本人は、孫文が推進する国共合作には内心反対であった。

### 西山会議派への参加
1925年（民国14年）3月に孫文が死去すると、覃振は反共右派の姿勢をさらに鮮明にし、11月23日に西山碧雲寺で開催された反共右派独自の1期4中全会に参加した。これにより覃は西山会議派と目されることになる。翌年1月、主流派による広州での国民党第2回全国代表大会で覃は警告処分を受けたが、3月に西山会議派が上海で開いた独自の第2回全国代表大会にも参加した。
その後、1927年（民国16年）に上海クーデター（四・一二政変）を起こした蔣介石が南京国民政府を樹立したため、西山会議派はこれに合流することになる。同年9月、南京（蔣介石）・上海（西山会議派）・武漢（汪兆銘）の3派が合流し、中央特別委員会が南京で開催され、覃振も特別委員会宣伝部委員に選出された。
ところが、合流後も国民党内では権力闘争が続き、同年12月の2期4中全会では、覃振を含む西山会議派幹部の多くが停職処分を受けてしまう。そのため、覃は北平に逃れた。1930年（民国19年）、覃は反蔣各派の同盟成立に奔走し、8月7日、反蔣派による北平拡大会議の開催にこぎつけた。しかし中原大戦の敗北もあって反蔣派は瓦解、覃も下野して故郷に引きこもっている。

### 晩年
1931年（民国20年）12月、満洲事変に伴う各派大同団結がなり、それとあわせて蔣介石が一時下野することになる。これを受けて覃振は立法院副院長として復帰した。なお、このときに立法院長に就任した張継は実際には就任せず、さらに後任の孫科は1933年（民国22年）1月まで正式に就任しなかったため、その間は覃が立法院長代理を務めることになった。1935年（民国24年）12月、立法院副院長から司法院副院長に転じた。さらに中央公務員懲戒委員会委員長、国民政府委員なども兼任している。また、中華民国法学会を創設した。
日中戦争終結後、覃振は喘息を患い上海で治療したが、1947年（民国36年）4月18日、死去した。享年63。

## 注
1. ↑  1913年（民国2年・大正2年）、早稲田大学の推薦校友となった。早稲田大学校友会(1934)、457頁。